# Schizolobium parahyba
Schizolobium parahyba är en ärtväxtart som först beskrevs av Vell., och fick sitt nu gällande namn av Sidney Fay Blake. Schizolobium parahyba ingår i släktet Schizolobium och familjen ärtväxter. Inga underarter finns listade i Catalogue of Life.

## Bildgalleri

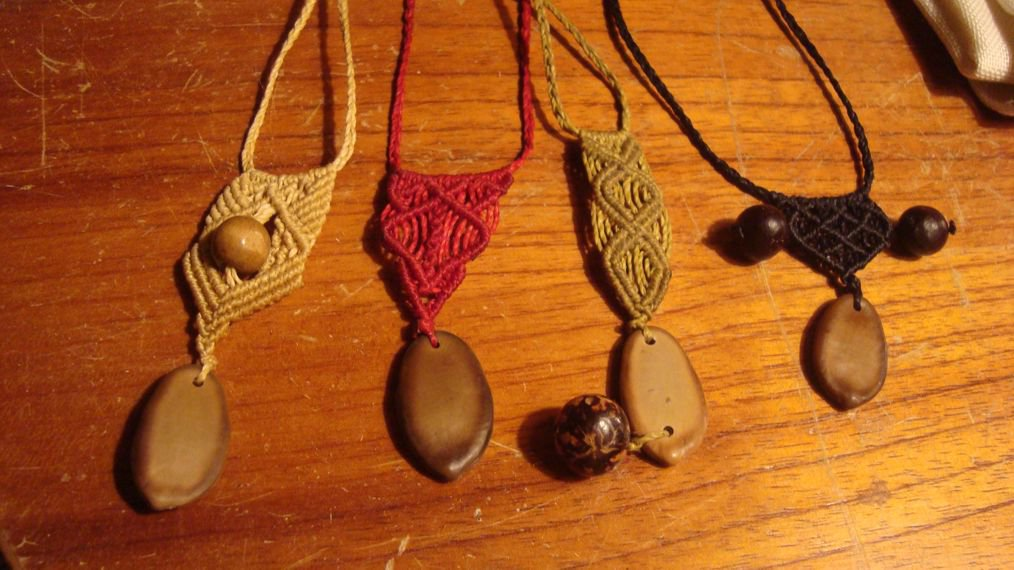
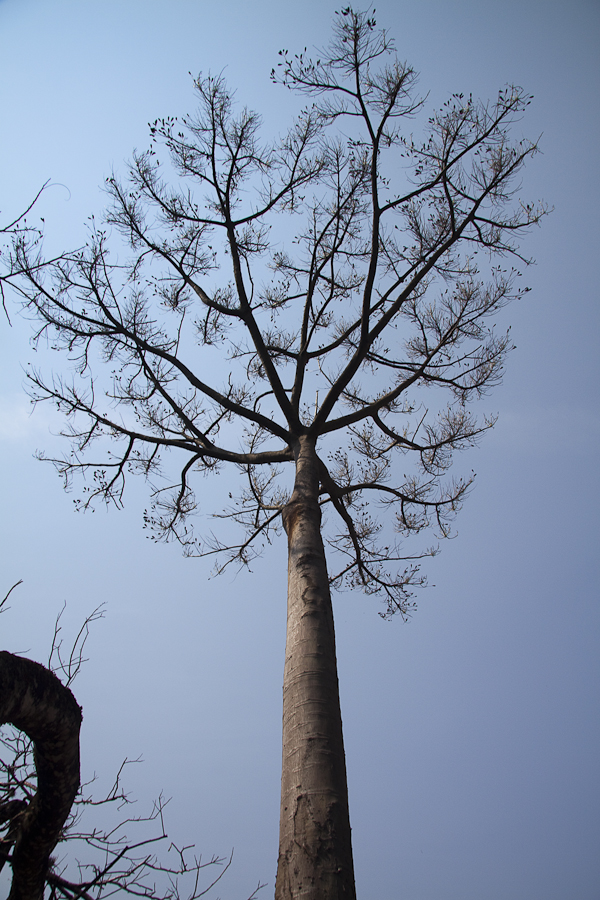
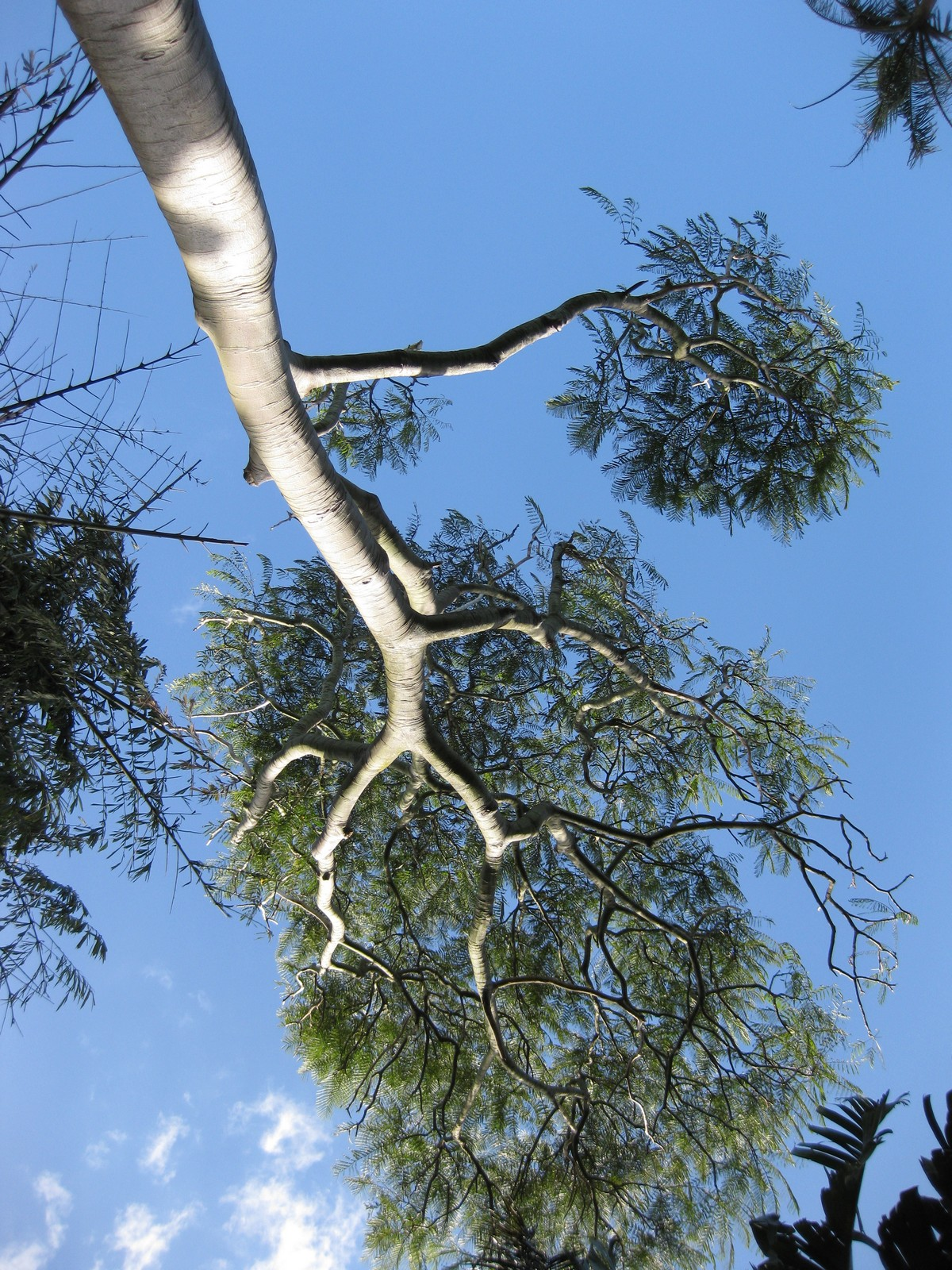